# Centro Comercial Pereira Plaza
El Centro Comercial Pereira Plaza es un complejo comercial ubicado en la ciudad de Pereira, Risaralda, Colombia, en la Calle 15 No. 13-110. Es el primer centro comercial de la ciudad de Pereira, además de ser el único conectado con un hotel de la cadena Movich. Sus tiendas ancla son la librería Panamericana y un supermercado Ara; además cuenta con otras marcas nacionales como Vélez y Agua Bendita; mall de comidas y oficinas de entidades financieras.También fue el primero de la ciudad en ser PetFriendly. 

## Reseña biográfica
El Centro Comercial Pereira Plaza nació por iniciativa de un grupo de empresarios de tradición colombiana, entre ellos Suramericana Seguros, Coltabaco, Nacional de Chocolates, Cementos Argos y Cadenacol. Hoy somos el Centro Comercial de tradición del Eje Cafetero, innovando al ritmo del mundo de hoy.